# МСС: Маси, стълби и столове
МСС: Маси, стълби и столове пренасочва насам.  За видът мач вижте Мач с маси, стълби и столове.
МСС: Маси, стълби и столове е кеч събитие, продуцирано от WWE, компания в Кънектикът, излъчващо се на живо и само по pay-per-view (PPV).
Събитието е създадено през 2009 х=, замествайки декемврийското място на Армагедон в календара на WWE. Концепцията на шоуто се определя от мачовете по време на него, всеки от които могат да бъдат мач с маси, стълби или столове. Концепцията на събитието е избрана от феновете в анкета в официалния сайт на WWE, вместо уличен бой за главни мачове или индивидуално-елиминационен турнир.
Събитието се провежда само в закрити зали в Съединените щати. Всеки турнир включва мачове за титли, където второстепенните титли се залагат в мачове преди главните мачовете за главните титли.
През 2014 събитието също е познато като МСС: Маси, стълби, столове и стъпала, заради първият в историята мач със стъпала между Ерик Роуън и Грамадата, провел се по време на събитието.

## Концепция
Концепцията на турнира е главния мач, който позволчва използването на маси, стълби и столове. През 2010, всеки мач включваше маси, стълби и столове. По време на шоуто, се повеждат Мачове с маси, Мачове със стълби, Мачове със столове, и МСС мачове. В мача с маси, единственият начин да спечелиш е да счупиш маса с опонента. В мача със стълби, единствения начин да спечелиш е да се изкачиш по стълба и да вземеш заложбата, закачена над ринга. В мача със столове, единствените начини да спечелиш са чрез туш или предава, докато столовете могат да се използват за оръжия. В МСС мача, същите правила се използват както мача със стълби, но масите и столовете могат да се използват.

## Дати и места
██ Събитие на Разбиване
| № | Име                                  | Дата        | Град                | Място                    | Главен мач                                  |
| - | ------------------------------------ | ----------- | ------------------- | ------------------------ | ------------------------------------------- |
| 1 | МСС: Маси, стълби и столове (2009)   | 13 декември | Сан Антонио, Тексас | AT&T Center              | Джеримадата срещу Дегенерация Х1            |
| 2 | МСС: Маси, стълби и столове (2010)   | 19 декември | Хюстън, Тексас      | Toyota Center            | Джон Сина срещу Уейд Барет                  |
| 3 | МСС: Маси, стълби и столове (2011)   | 18 декември | Балтимор, Мериленд  | 1st Mariner Arena        | Си Ем Пънк срещу Миз срещу Алберто Дел Рио2 |
| 4 | МСС: Маси, стълби и столове (2012)   | 16 декември | Бруклин, Ню Йорк    | Barclays Center          | Долф Зиглър срещу Джон Сина3                |
| 5 | МСС: Маси, стълби и столове (2013)   | 15 декември | Хюстън, Тексас      | Toyota Center            | Ренди Ортън срещу Джон Сина                 |
| 6 | МСС: Маси, стълби, столове и стъпала | 14 декември | Кливланд, Охайо     | Quicken Loans Arena      | Дийн Амброуз срещу Брей Уайът               |
| 7 | МСС: Маси, стълби и столове (2015)   | 13 декември | Бостън, Масачузетс  | TD Garden                | Шеймъс срещу Роуман Рейнс4                  |
| 8 | МСС: Маси, стълби и столове (2016)   | 4 декември  | Далас, Тексас       | American Airlines Center | Ей Джей Стайлс срещу Дийн Амброуз5          |

МСС мач за:

1↑Обединените отборни титли на WWE;

2↑Титлата на WWE;

3↑Договорът в куфарчето за Световната титла в тежка категория;

4↑Световната титла в тежка категория на WWE;

5↑Световната титла на WWE